# Sromowce Wyżne
Sromowce Wyżne is een dorp in de Poolse woiwodschap Klein-Polen. De plaats maakt deel uit van de gemeente Czorsztyn en telt 1100 inwoners.